# バーナード・ハルフォード
バーナード・ハルフォード（Bernard Halford, 1941年5月 - 2019年3月26日）は、マンチェスター・シティの終身名誉会長。

## 経歴
1941年5月、チャダートンで紡績工場労働者の息子として生まれた。市内のアードウィック地区にあるセント・グレゴリーズ校を1956年に卒業し、紡績業界で働いた後、地元のオールダム・アスレティックに幹事として務めた。
1972-73シーズンに、長年ファンであった、マンチェスター・シティに管理部門の幹事として就職。クラブ幹事に昇格すると、その後40年近く、その重要ポストを勤め上げ、その間、監督は30名、オーナーは6名おり、昇格と降格を5回ずつ経験している。2006年にはクラブの殿堂入りを果たしているが、選手もしくは監督としての在籍歴を持たずに殿堂入りを果たしたのはハルフォードただ1人である。
2011年のFAカップ優勝の際には、スタンドで優勝杯を掲げた。これは選手でも監督でもない人物がスタンドで優勝杯を掲げた、大会史上唯一の場面であった。この際、クラブは、彼が表象の舞台に加わることの許可を取るために苦労してFAを説得したという。
2019年3月26日、癌のため享年77歳で他界した。その4日後の3月30日、マンチェスター・シティはアウェイでフラムとリーグ戦を行ったが、その際、監督と選手たちは赤と黒のマフラーを身につけており、同様のマフラーがアウェイスタンドのファンたちにも配布された。このマフラーは前述のFAカップ優勝の際、ハルフォードが優勝杯を掲げるときに巻いていたものと同じ色であった。ファンたちはこのマフラーを頭上で振り回し、ハルフォードの名を連呼していた。

## エピソード
マンチェスター・シティでキャプテンを務めたヴァンサン・コンパニは「バーナードは、自分たちが今、こうして、このクラブにいる理由の1つ。彼はシティの歴史の一部だ。47年もの間、シティの一員だった。今日の成功を手にするための礎が築かれた全ての道程を、クラブと一緒に歩んできた人物だ。こうして、皆に偲ばれながら生涯を祝ってもらえることを、光栄に思ってくれているはずだ。前夜の他界を知った朝、練習場で全員が捧げた1分間の黙祷。それほど、誰にとっても大切な人物だった。彼の人生を通して、シティにとってなくてはならない存在だったんだ。」と述べた。